# 春 (画作)
《春》（Spring）是一幅由英国荷兰裔艺术家劳伦斯·阿尔玛-塔德玛创作的油画，绘于1894年，尺寸为178.4乘80.3（70.2乘31.6英寸）, 1972年由美国加州洛杉矶的J·保罗·盖蒂博物館收藏。这幅画描绘英国维多利亚时代五朔節收集鲜花的风俗，将其回溯到古罗马春天庆祝的福罗拉丽亚节或谷物祭，描绘画家心爱的古罗马的服饰、建筑和物品，尽管画中描绘的细节与任何一个罗马节日都不相符。1934年电影 《埃及艳后》中，凯撒胜利进入罗马的场景，灵感就源于这幅画作。 
这幅高而窄的画作，描绘一队妇女和儿童沿着罗马街道走下大理石台阶。观众从两边彩色大理石的古典建筑向他们欢呼，扔下鲜花。游行的参与者戴着鲜艳的花环，有些人还带着花篮或花枝，以及各种乐器：长笛、排箫和手鼓。画中花卉的选择似乎更多地是出于审美和色彩考虑，而非维多利亚时期花语的象征意义。游行队伍的后面是一位留着胡须的祭司，和他的助手。